# Чевакіно (Тверська область)
Чевакіно (рос. Чевакино) — селище в Торжоцькому районі Тверської області Російської Федерації.
Населення становить 52 особи. Входить до складу муніципального утворення Масловське сільське поселення.

## Історія
Від 2005 року входить до складу муніципального утворення Масловське сільське поселення.

## Населення
| 1996 | 2002 | 2008 | 2010 |
| ---- | ---- | ---- | ---- |
| 45   | ↘43  | ↗55  | ↘52  |